# Bollklubben Forward
Il Bollklubben Forward (meglio noto come BK Forward o semplicemente Forward) è una società calcistica svedese con sede nella città di Örebro. Milita nella Division 1, il terzo livello del campionato svedese. Disputa le proprie partite casalinghe al Trängens IP.

## Storia
La storia del club ha origine nel 1934, quando alcuni ragazzi provenienti dalla zona ovest di Örebro decisero di fondare una squadra. La denominazione iniziale "Svea" fu rifiutata dalla locale confederazione sportiva, così venne adottato il nome "Forward".
Dopo una sola stagione in terza serie nel 1940-1941, il club dopo la retrocessione venne subito ri-promosso e si mantenne in terza lega fino al 1945. Questa volta bisognò attendere il 1956 per assistere ad una nuova promozione. Ma ancora una volta il club rimase solo per poco in terza lega e con il passare del tempo arrivarono spesso promozioni alternate a rapide retrocessioni.
La prima stagione del BK Forward in seconda classe fu nel 1980, ma dovette retrocedere per via dei 5 punti di distacco dall'ultima posizione utile per salvarsi. In totale la squadra ha all'attivo 12 partecipazioni a campionati di seconda serie, l'ultima delle quali nel 2003.
Nel corso degli anni, il Forward ha sfornato diversi giocatori che hanno vestito la maglia della Nazionale svedese, tra cui Hasse Borg, Marino Rahmberg, Patrik Anttonen, Magnus Erlingmark, Pelle Blohm, Jimmy Durmaz e Jiloan Hamad, oltre ad Ahmed Yasin che ha scelto la Nazionale irachena.

## Palmarès

### Competizioni nazionali
- Division 2: 2

2000, 2002

### Altri piazzamenti
- Division 1:

Finalista play-off: 2012